# Iphiaulax szepligetii
Iphiaulax szepligetii är en stekelart som beskrevs av Niezabitowski 1910. Iphiaulax szepligetii ingår i släktet Iphiaulax och familjen bracksteklar. Inga underarter finns listade i Catalogue of Life.